# Прімож Шеліго
Прімож Шеліго (словен. Primož Šeligo; 11 вересня 1966) — словенський дипломат. Надзвичайний і Повноважний Посол Словенії в Україні та в Грузії за сумісництвом.

## Біографія
Народився 11 вересня 1966 року. Закінчив Люблянський університет, економічний факультет. Володіє англійською, італійською та російською мовами
У 1995—1999 рр. — другий секретар посольства Словенії в Росії.
У 2000—2001 рр. — перший секретар посольства Словенії в Туреччині.
У 2001—2004 рр. — керівник управління Східної Європи МЗС Словенії.
1 вересня 2004 року прибув до Києва.
12 вересня 2004 року новопризначений посол Словенії в Україні Прімож Шеліго вручив копії вірчих грамот керівнику МЗС Костянтину Грищенку.
21 лютого 2007 року відкрив консульство Словенії у Львові.

## Україно-словенські відносини
Питання лібералізації візового режиму обговорювалося на зустрічі Грищенка з Шеліго. Пан Шеліго нагадав українському міністру про запрошення глави МЗС Словенії Іво Вайгла відвідати їхню країну. Костянтин Грищенко у свою чергу передав усне запрошення панові Іво Вайглу.